# Het malle ding van bobbistiek
Het malle ding van bobbistiek is een Nederlandstalig kinderboek, geschreven door Leonie Kooiker. Het werd uitgegeven in 1970 door Uitgeverij Ploegsma (Amsterdam). De tiende druk verscheen in 2010. De illustraties (waaronder de omslag) waren van de hand van Carl Hollander. Doelgroep: 8-10 jaar.

## Vertalingen en prijzen
In 1971 werd het boek (het eerste dat van Kooiker werd uitgegeven) bekroond met een Gouden Griffel. Enkele jaren later won Kooiker tevens een Vlag en Wimpel voor Het oerlanderboek (1980).
Het malle ding van bobbistiek werd vertaald in het Duits met als titel Bobbys Superding (1972). De vertaling was van Rosel Oehlke. Ook van andere boeken van Leonie Kooiker verschenen later vertalingen, onder meer in het Duits, Engels, Hongaars en Fins.

## Inhoud
Het verhaal gaat over twee broertjes, Bobbie en Albert. Bobbie vindt een nieuw soort materiaal uit: bobbistiek. Het is zo hard als staal, maar het is tegelijk heel erg licht. Eerst maken Bobbie en Albert er een bootje van en daarna een ei-vormig vliegtuig. Zogauw er ook een motor aan vastzit, kunnen ze er echt mee vliegen. Ze beleven een reeks avonturen en ontmoeten een wonderlijk, oud mannetje in een verlaten bos.

## Boekbesprekingen
Na verschijning en na de toekenning van de Gouden Griffel verschenen er in verschillende kranten besprekingen van het boek.
- "Een kinderboek moet een beetje gek zijn, avontuurlijk, en er moeten dingen in gebeuren, die kinderen niet zo erg mogen doen. Verder geen gemoraliseer: wèl moet 't goed aflopen. Aldus de kersverse prijswinnares (...). Kinderboeken zijn meestal te braaf. Kinderen zijn ook gek op geheimzinnigheid, griezelige dingen vinden ze prachtig". (interview, Yvonne Laudy, De Telegraaf, 1971).[1]
- "Dat is namelijk een verdienste van dit boek: het geeft heel duidelijk een episode van het leven van een paar kinderen weer. (...) De grote mensen in het boek zijn aardig, niet autoritair en zeer reëel. (...) De taal waarin het boek geschreven is, is hier en daar een beetje slordig, maar de denkwereld van het kind wordt er goed door weergegeven. (...) Gewoon een goed boek dus". (Mischa de Vreede, NRC Handelsblad, 1971).[2]
- "De hoofdpersoontjes zijn een stel levenslustige broertjes, altijd in de weer om van alles in elkaar te knutselen en uit te vinden. (...). In de avonturen van de jongens is de grens tussen werkelijkheid en fantasie geslecht. (...). De kwaliteiten van het boek zitten in de reële weergave van het doen en denken van de kinderen. (...) De taal tenslotte is eenvoudig en kinderlijk (...), beeldend is het wel". (W. Goeman-Van Randen, Leeuwarder courant, 1971).[3]
- "Dit boek werd bekroond met een gouden griffel en het verdient de prijs!" (C.E. Pothast-Gimberg, Nieuwsblad van het Noorden, 1971).[4]